# بیژن نعمتی شریف
بیژن نعمتی شریف(متولد ۱۳۲۶ قائم‌شهر - درگذشته مرداد ۱۳۹۱ تهران)، هنرمند مجسمه‌ساز، نقاش و عروسک‌ساز
در رشته مجسمه‌سازی از دانشگاه تهران فارغ‌التحصیل شد. وی در سال ۱۳۵۴ در مرکز تئاتر کانون پرورش فکری کودکان و نوجوانان به عنوان طراح و سازنده عروسک‌های نمایشی استخدام شد.
استاد نعمتی شریف  طراحی و ساخت عروسک‌های ۵۸ پروژه نمایشی و غیر نمایشی برای کانون پرورش فکری کودکان و نوجوانان، صدا و سیما و… را در کارنامه فعالیت‌های خود ثبت کرده است .
استاد بیژن نعمتی شریف با خدماتی ۳۰ ساله به تئاتر عروسکی در مرکز تئاتر عروسکی کانون پرورش فکری کودکان و نوجوانان نقاش، مجسمه‌ساز و استاد دانشگاه، دانشجویان زیادی را با تدریس در مجتمع دانشگاهی هنر، دانشگاه تهران، دانشکده تئاتر و سینما، دانشکده سوره و دانشگاه آزاد آموزش داده‌است.
او پیش از اینکه به عروسک‌سازی بپردازد یکی از بهترین مجسمه‌سازان ایران بود و در دانشکده هنرهای زیبا یکی از شاگردان قدرتمند پرویز تناولی استاد مسلم مجسمه‌سازی ایران بود.

## جوایز
1. مفتخر به دریافت لوح تقدیر در نهمین جشنواره بین المللی تئاتر تهران،(2002)
2. هنرمند برگزیده چهارمین نمایشگاه دوسالانه بین المللی مجسمه سازی معاصر ، تهران،(2005)
3. مفتخر به دریافت نشان و لوح تقدیر در روز جهانی تئاتر از انجمن هنرمندان ایران،(2005)
4. مفتخر به دریافت لوح تقدیر از دوازدهمین جشنواره بین المللی تئاتر عروسکی تهران ، (2008)